# Marco Andretti

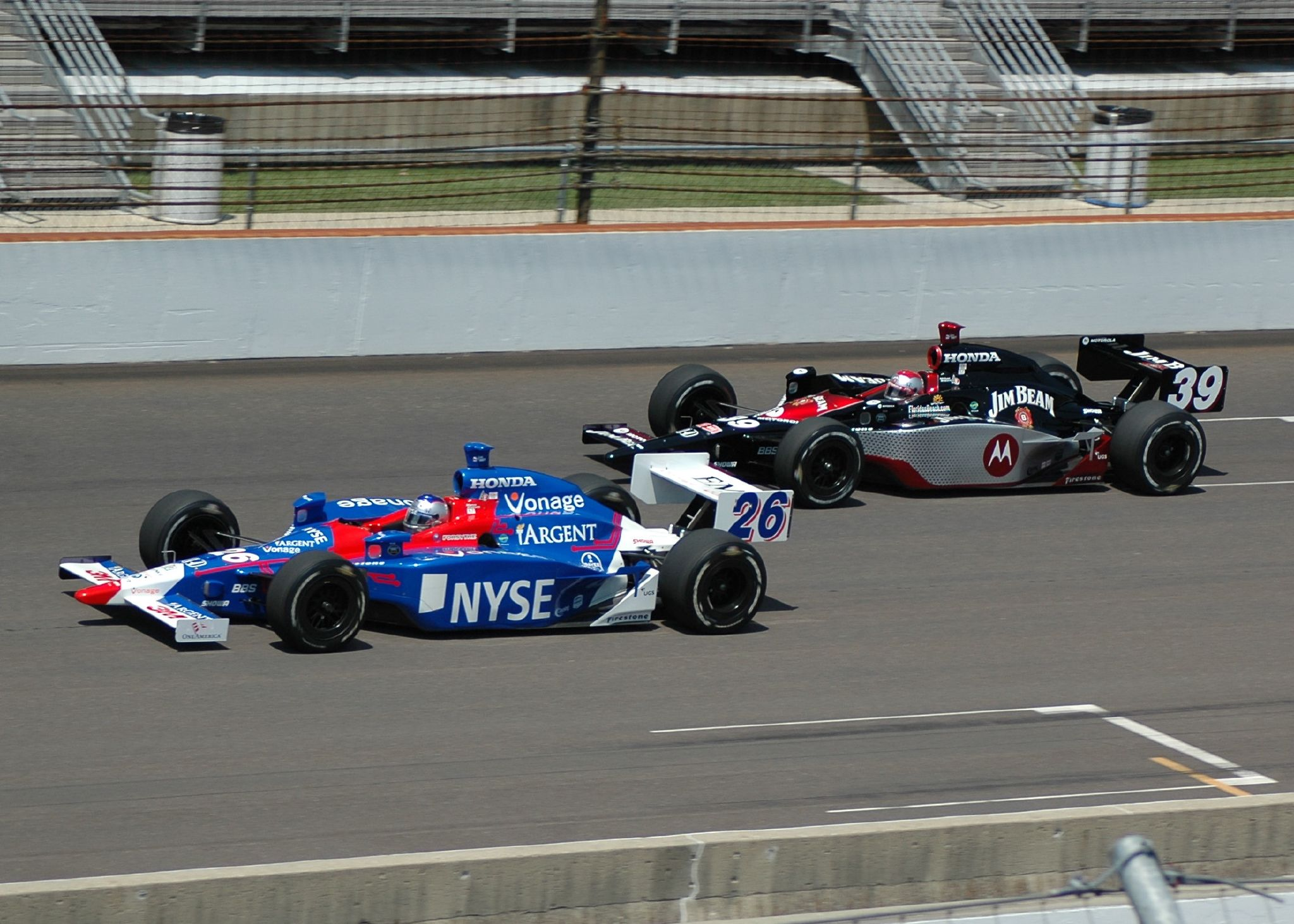
Marco Andretti corriendo por delante de su padre Michael entrenando para las 500 Millas de Indianápolis de 2007.

Marco Michael Andretti (Trenton, Nueva Jersey Estados Unidos; 13 de marzo de 1987) es un piloto de automovilismo estadounidense. Compitió a tiempo completo en IndyCar Series desde 2006 hasta 2020, logrando dos victorias y 20 podios. Resultó quinto en 2013 y séptimo en 2006 y 2008, como mejores posiciones en el campeonato. Además, llegó segundo en las 500 Millas de Indianápolis en su debut en la carrera en 2006 y tercero en 2008, 2010 y 2014.
Es hijo de Michael Andretti y nieto de Mario Andretti, ambos campeones de monoplazas estadounidenses.

## Carrera deportiva

### Comienzos
Andretti se crio en Nazareth, Pensilvania, y debutó en karting en 1997. Sus primeras armas en monoplazas las hizo en la escuela Skip Barber, donde ganó el Campeonato del Este con ocho triunfos en 2003 y fue campeón del Nacional y el Sureño en 2004. En 2005 finalizó quinto en la Star Mazda, y corrió en seis fechas de la Indy Lights para el equipo de su padre, Andretti Green Racing, de las cuales ganó tres (San Petersburgo, Indianápolis y Sears Point).

### Era Andretti Green Racing
En 2006, Andretti entró a la IndyCar al sustituir en Andretti Green a Dan Wheldon que partió a Ganassi. En las 500 Millas de Indianápolis de ese año, Andretti llegó segundo al perder el liderazgo a manos de Sam Hornish Jr. a metros de la línea de meta. Más tarde ganó la fecha de Sears Point a la edad de 19 años y 167 días, el más joven en la historia de monoplazas Indy hasta que Graham Rahal batió el registro. Ese año resultó séptimo en el campeonato y Novato del Año, con un cuarto y un quinto puesto adicionales.
Andretti abandonó en 10 de 17 carreras en 2007. Sus escasos arribos a meta incluyeron dos segundos puestos en Iowa y Míchigan, dos cuartos y dos quintos. Como consecuencia, finalizó 11.º en el certamen. En 2008, Andretti llegó segundo en una ocasión, tercero en tres, entre ellas las 500 Millas de Indianápolis, y quinto en dos. En Milwaukee consiguió la pole position a la edad de 21 años y 79 días, batiendo nuevamente un récord de juventud en la categoría. Como contracara, se retiró en 7 de 19 fechas. Así, quedó en la séptima colocación final. Por otra parte, disputó las 12 Horas de Sebring, Petit Le Mans y el Gran Premio del Noreste de la American Le Mans Series en un Acura de la clase LMP2, también para Andretti Green.
En el receso del invierno 2009, Andretti compitió en cinco fechas de A1 Grand Prix como representante de Estados Unidos. Fue tercero en la carrera larga de Sepang y octavo en las de Chengdu y Kyalami. Ya con 22 años y tres temporadas al máximo nivel, Andretti tuvo apenas dos abandonos en la IndyCar en 2009, uno de ellos en Indianápolis tras chocar con Mario Moraes entre las curvas 1 y 2 de la primera vuelta y dañar su automóvil. Llegó entre los diez primeros en 10 de 17 carreras, con un cuarto puesto y un quinto como resultados más destacados. De esta manera, concluyó el año octavo.

### Era Andretti Autosport
En 2010, ahora con el equipo de Michael renombrado a Andretti Autosport, llegó tercero en Indianápolis, Texas y Chicagoland y quinto en Barber. En combinación con otros cuatro arribos entre los diez primeros y dos abandonos, quedó otra vez octavo en el clasificador final. Andretti logró su segunda y, de momento, última victoria en IndyCar en Iowa 2011. El resto del año fue irregular, alternando siete arribos entre los primeros diez con cinco abandonos. Así, por tercer año consecutivo, Andretti quedó octavo en la tabla final.

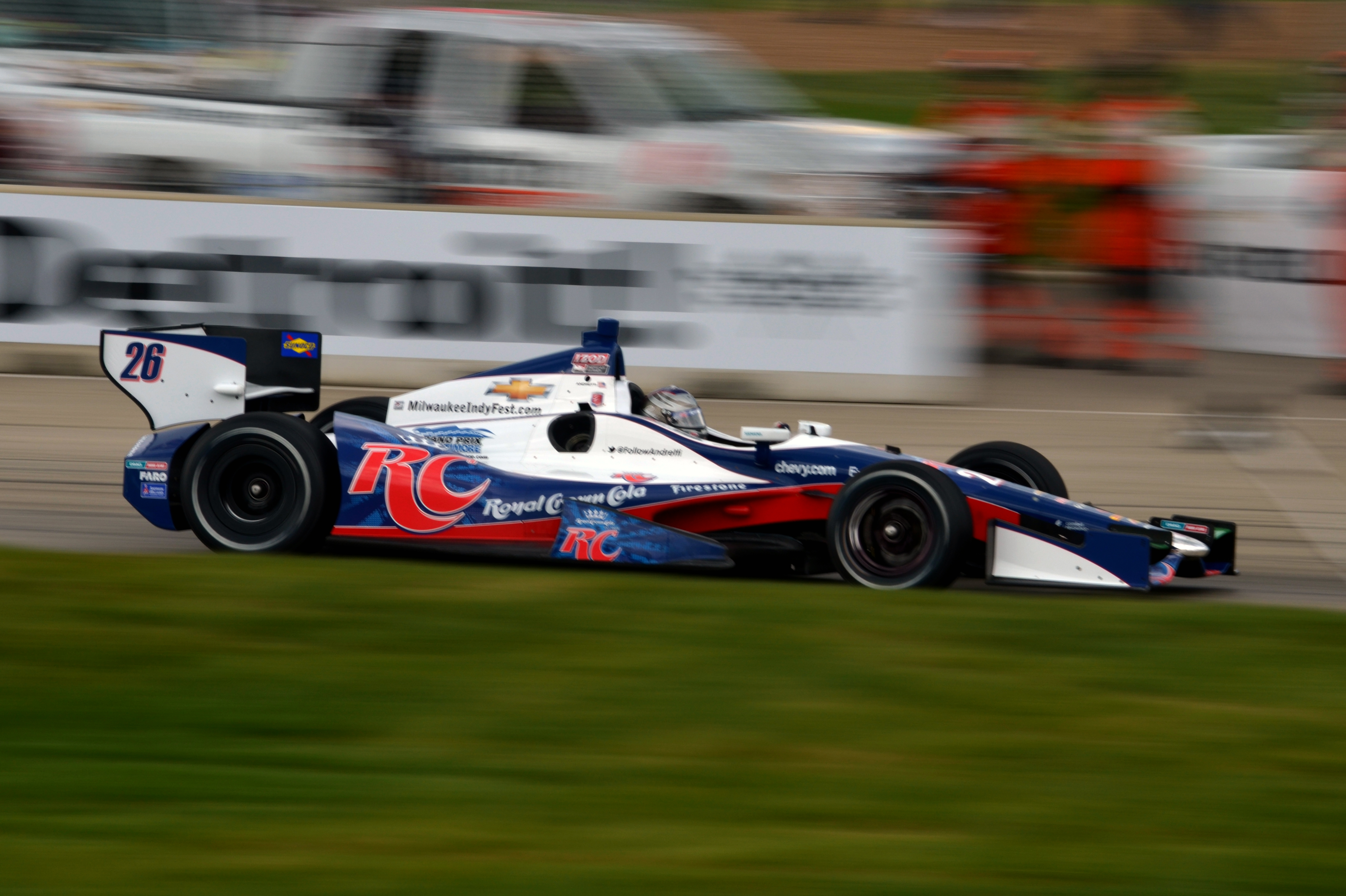
Marco conduciendo su Dallara-Chevrolet en la temporada 2012.

Andretti tuvo un 2012 muy pobre en la IndyCar, logrando solamente tres top 10 (un segundo lugar y dos octavos), de modo que quedó relegado al 16.º puesto final. Ese año, obtuvo el décimo puesto en las 24 Horas de Daytona con un Riley-Ford de Starworks. Continuando en el equipo de su padre, el piloto tuvo su mejor temporada en la IndyCar en 2013, al lograr dos terceros puestos, tres cuartos puestos (uno de ellos en Indianápolis) y 14 top 10 en 19 carreras. De este modo, alcanzó la quinta colocación en la tabla de puntos.
En la temporada 2014 de la IndyCar, Andretti obtuvo un segundo puesto en Barber y un tercero en las 500 Millas de Indianápolis, tras lo cual no logró ningún top 5. El estadounidense terminó en el noveno puesto de campeonato con nueve top 10. En 2015, el piloto obtuvo un segundo puesto, un tercero y dos quintos, por lo que se ubicó noveno en la clasificación general. Ese año corrió una carrera en la Fórmula E, en Buenos Aires, con el equipo familiar.
Por primera vez en su carrera en la IndyCar, Andretti no logró podios en la temporada 2016. De hecho, su mejor resultado fue octavo en la última fecha, y quedó relegado a la 16.ª posición de campeonato. En 2017, Andretti tampoco obtuvo podios, solo consiguió cinco top 10 para terminar 12.º en la tabla de pilotos. En 2018 Andretti mejoró, logrando ocho top 10 y posicionándose noveno en la tabla de pilotos.

### Años recientes
Tras dos temporadas, 2019 y 2020, sin mejores resultados, Marco anunció su retirada a tiempo completo de IndyCar. De todas formas, ha participado en todas las ediciones de las 500 millas hasta 2025. Por otro lado, en 2022 comenzó a competir en carreras de stock cars, entre ellas la NASCAR Craftsman Truck Series. Ese año, ganó la SRX Series.

## Resultados

### Indy Lights
(Clave) (negrita indica pole position) (cursiva indica vuelta rápida)

| Año  | Equipo                | 1   | 2   | 3     | 4       | 5   | 6     | 7   | 8   | 9     | 10   | 11    | 12  | 13    | 14  | Pos. | Puntos |
| ---- | --------------------- | --- | --- | ----- | ------- | --- | ----- | --- | --- | ----- | ---- | ----- | --- | ----- | --- | ---- | ------ |
| 2005 | Andretti Green Racing | HMS | PHX | STP 1 | INDY 16 | TXS | IMS 1 | NSH | MIL | KTY 3 | PPIR | SNM 1 | CHI | WGL 2 | FON | 10.º | 250    |

### IndyCar Series
(Clave) (negrita indica pole position) (cursiva indica vuelta rápida)

| Año     | Equipo                                                              | Motor     | 1      | 2      | 3      | 4       | 5       | 6       | 7       | 8      | 9      | 10     | 11     | 12     | 13      | 14     | 15     | 16     | 17      | 18      | 19      | Pos. | Puntos |
| ------- | ------------------------------------------------------------------- | --------- | ------ | ------ | ------ | ------- | ------- | ------- | ------- | ------ | ------ | ------ | ------ | ------ | ------- | ------ | ------ | ------ | ------- | ------- | ------- | ---- | ------ |
| 2006    | Andretti Green Racing                                               | Honda     | HMS 15 | STP 15 | MOT 12 | INDY 2  | WGL 16  | TXS 14  | RIR 4   | KAN 9  | NSH 8  | MIL 5  | MIS 8  | KTY 17 | SNM 1   | CHI 18 |        |        |         |         |         | 7.º  | 325    |
| 2007    | Andretti Green Racing                                               | Honda     | HMS 20 | STP 4  | MOT 16 | KAN 19  | INDY 24 | MIL 15  | TEX 19  | IOW 2  | RIR 12 | WGL 5  | NSH 5  | MDO 18 | MIS 2   | KTY 4  | SNM 16 | DET 17 | CHI 22  |         |         | 11.º | 350    |
| 2008    | Andretti Green Racing                                               | Honda     | HMS 2  | STP 25 | MOT 18 | LBH DNP | KAN 5   | INDY 3  | MIL 21  | TEX 19 | IOW 3  | RIR 9  | WGL 5  | NSH 24 | MDO 25  | EDM 17 | KTY 3  | SNM 14 | DET 18  | CHI 8   | SRF2 13 | 7.º  | 363    |
| 2009    | Andretti Green Racing                                               | Honda     | STP 13 | LBH 6  | KAN 6  | INDY 30 | MIL 7   | TEX 4   | IOW 12  | RIR 7  | WGL 5  | TOR 8  | EDM 10 | KTY 10 | MDO 6   | SNM 14 | CHI 11 | MOT 7  | HMS 22  |         |         | 8.º  | 380    |
| 2010    | Andretti Autosport                                                  | Honda     | SAO 23 | STP 12 | ALA 5  | LBH 14  | KAN 13  | INDY 3  | TEX 3   | IOW 15 | WGL 13 | TOR 8  | EDM 11 | MDO 9  | SNM 12  | CHI 3  | KTY 6  | MOT 11 | HMS 7   |         |         | 8.º  | 392    |
| 2011    | Andretti Autosport                                                  | Honda     | STP 24 | ALA 4  | LBH 26 | SAO 14  | INDY 9  | TEX1 13 | TEX2 6  | MIL 13 | IOW 1  | TOR 4  | EDM 14 | MDO 7  | NHM 24  | SNM 24 | BAL 25 | MOT 3  | KTY 27  | LVS C   |         | 8.º  | 337    |
| 2012    | Andretti Autosport                                                  | Chevrolet | STP 14 | ALA 11 | LBH 25 | SAO 14  | INDY 24 | DET 11  | TEX 17  | MIL 15 | IOW 2  | TOR 16 | EDM 14 | MDO 8  | SNM 25  | BAL 14 | FON 8  |        |         |         |         | 16.º | 278    |
| 2013    | Andretti Autosport                                                  | Chevrolet | STP 3  | ALA 7  | LBH 7  | SAO 3   | INDY 4  | DET 20  | DET 6   | TEX 5  | MIL 20 | IOW 9  | POC 10 | TOR1 4 | TOR2 9  | MDO 9  | SNM 4  | BAL 10 | HOU1 13 | HOU2 20 | FON 7   | 5.º  | 484    |
| 2014    | Andretti Autosport                                                  | Honda     | STP 22 | LBH 8  | ALA 2  | IMS 14  | INDY 3  | DET 10  | DET 16  | TEX 22 | HOU1 8 | HOU2 9 | POC 9  | IOW 18 | TOR1 16 | TOR2 8 | MDO 22 | MIL 13 | SNM 8   | FON 11  |         | 9.º  | 463    |
| 2015    | Andretti Autosport                                                  | Honda     | STP 10 | LOU 13 | LBH 8  | ALA 10  | IMS 16  | INDY 6  | DET 2   | DET 5  | TXS 5  | TOR 13 | FON 3  | MIL 8  | IOW 7   | MDO 10 | POC 18 | SNM 11 |         |         |         | 9.º  | 428    |
| 2016    | Andretti Autosport                                                  | Honda     | STP 15 | PHO 13 | LBH 19 | ALA 12  | IMS 15  | INDY 13 | DET 16  | DET 9  | ROA 12 | IOW 14 | TOR 10 | MDO 13 | POC 12  | TXS 12 | WGL 12 | SNM 8  |         |         |         | 16.º | 339    |
| 2017    | Andretti Autosport                                                  | Honda     | STP 7  | LBH 20 | ALA 21 | PHO 18  | IMS 16  | INDY 8  | DET 12  | DET 13 | TXS 6  | ROA 18 | IOW 17 | TOR 4  | MDO 12  | POC 11 | GAT 14 | WGL 16 | SNM 7   |         |         | 12.º | 388    |
| 2018    | Andretti Herta Autosport w/ Curb Agajanian                          | Honda     | STP 9  | PHO 12 | LBH 6  | ALA 10  | IMS 13  | INDY 12 | DET 4   | DET 9  | TXS 14 | ROA 11 | IOW 16 | TOR 10 | MDO 11  | POC 7  | GAT 14 | POR 25 | SNM 5   |         |         | 9.º  | 392    |
| 2019    | Andretti Herta Autosport w/ Marco Andretti & Curb Agajanian         | Honda     | STP 13 | AME 6  | ALA 14 | LBH 13  | IMS 13  | INDY 13 | DET 16  | DET 6  | TXS 10 | ROA 23 | TOR 10 | IOW 21 | MDO 15  | POC 15 | GAT 10 | POR 13 | LAG 14  |         |         | 16.º | 303    |
| 2020    | Andretti Herta Autosport w/ Marco Andretti & Curb Agajanian         | Honda     | TXS 14 | IMS 22 | ROA 22 | ROA 19  | IOW 22  | IOW 10  | INDY 13 | GTW 23 | GTW 15 | MDO 23 | MDO 20 | IMS 25 | IMS 22  | STP 20 |        |        |         |         |         | 20.º | 176    |
| 2021    | Andretti Herta-Haupert Autosport w/ Marco Andretti & Curb Agajanian | Honda     | ALA    | STP    | TXS    | TXS     | IMS     | INDY 19 | DET     | DET    | ROA    | MDO    | NSH    | IMS    | GTW     | POR    | LAG    | LBH    |         |         |         | 35.º | 22     |
| 2022    | Andretti Herta Autosport w/ Marco Andretti & Curb Agajanian         | Honda     | STP    | TXS    | LBH    | ALA     | IMS     | INDY 22 | DET     | ROA    | MDO    | TOR    | IOW    | IOW    | IMS     | NSH    | GTW    | POR    | LAG     |         |         | 33.º | 17     |
| 2023    | Andretti Herta Autosport w/ Marco Andretti & Curb Agajanian         | Honda     | STP    | TXS    | LBH    | ALA     | IMS     | INDY 17 | DET     | ROA    | MDO    | TOR    | IOW    | IOW    | NSH     | IMS    | GTW    | POR    | LAG     |         |         | 35.º | 13     |
| 2024    | Andretti Herta Autosport w/ Marco Andretti & Curb Agajanian         | Honda     | STP    | THE    | LBH    | ALA     | IMS     | INDY 25 | DET     | ROA    | LAG    | MDO    | IOW    | IOW    | TOR     | GTW    | POR    | MIL    | MIL     | NSH     |         | 43.º | 5      |
| 2025    | Andretti Global                                                     | Honda     | STP    | THE    | LBH    | ALA     | IMS     | INDY 29 | DET     | GTW    | ROA    | MDO    | IOW    | IOW    | TOR     | LAG    | POR    | MIL    | NSH     |         |         | 34.º | 5      |
| Fuente: |                                                                     |           |        |        |        |         |         |         |         |        |        |        |        |        |         |        |        |        |         |         |         |      |        |

### 24 Horas de Le Mans
| Año     | Equipo           | Copilotos               | Automóvil             | Clase | Vueltas | Pos. | Pos. Clase |
| ------- | ---------------- | ----------------------- | --------------------- | ----- | ------- | ---- | ---------- |
| 2010    | Rebellion Racing | Nicolas Prost Neel Jani | Lola B10/60-Rebellion | LMP1  | 175     | DNF  | DNF        |
| Fuente: |                  |                         |                       |       |         |      |            |

### Fórmula E
(Clave) (negrita indica pole position) (cursiva indica vuelta rápida puntuable)
| Año     | Escudería                         | 1   | 2   | 3   | 4   | 5   | 6   | 7   | 8   | 9   | 10  | 10  | Pos. | Puntos | Ref.  |
| ------- | --------------------------------- | --- | --- | --- | --- | --- | --- | --- | --- | --- | --- | --- | ---- | ------ | ----- |
| 2014-15 | Andretti Autosport Formula E Team | PEK | PUT | PDE | BUE | MIA | LBH | MON | BER | MOS | LON | LON | 30.º | 0      | [ 1 ] |
| 2014-15 | Andretti Autosport Formula E Team |     | 12  |     |     |     |     |     |     |     |     |     | 30.º | 0      | [ 1 ] |